# To Sir, with Love
To Sir, with Love (bra: Ao Mestre, com Carinho, ou Ao Mestre com Carinho; prt: O Ódio Que Gerou o Amor) é um filme britânico de 1967, do gênero drama biográfico, escrito e dirigido por James Clavell, com roteiro baseado na autobiografia To Sir, with Love, de E. R. Braithwaite.
Estrelado por Sidney Poitier, o longa retrata questões sociais e raciais numa escola da periferia de Londres. A canção-tema, "To Sir, with Love", cantada por Lulu, transformou-se em um sucesso, liderando as paradas musicais estadunidenses de 1967, e foi citada pela revista Billboard como a “número um” daquele ano. O filme ocupou a 27.ª posição na lista dos 50 melhores filmes colegiais. da Entertainment Weekly
Um sequência, To Sir, with Love II, seria feita para a televisão em 1996.

## Sinopse
Desempregado, o engenheiro Mark Thackeray consegue emprego de professor numa escola da periferia de Londres, onde se depara com uma turma indisciplinada que fará de tudo para que o professor abandone a escola, como fizeram os outros.

## Elenco
- Sidney Poitier ...... Mark Thackeray
- Christian Roberts ...... Denham
- Judy Geeson ...... Pamela Dare
- Suzy Kendall ...... Gillian Blanchard
- Lulu ...... Barbara "Babs" Pegg
- Faith Brook ...... Grace Evans
- Geoffrey Bayldon ...... Theo Weston
- Edward Burnham ...... Florian
- Gareth Robinson ...... Tich Jackson
- Grahame Charles ...... Femman
- Fiona Duncan ...... Euphemia Phillips
- Patricia Routledge ...... Clinty Clintridge
- Adrienne Posta ...... Moira Joseph
- Ann Bell ...... sra. Dare
- Christopher Chittell ...... Potter
- Rita Webb ...... sra. Joseph
- Anthony Villaroel ...... Seales
- Roger Shepherd ...... Buckley
- Dervis Ward ...... sr. Bell
- Lynne Sue Moon ...... srta. Wong

## Recepção
O filme foi muito bem recebido, tendo angariado US$ 19,1 milhões em sua apresentação doméstica, para um orçamento de US$ 640 mil.